# Цуцилів
Цуци́лів — село в Україні, в Переріслянській сільській громаді Надвірнянського району Івано-Франківської області, розташоване на річці Млинівка.
В селі є гімназія з їдальнею і спортзалом, фельдшерсько-акушерський пункт на два кабінети, народний дім, бібліотека. Село частково газифіковане, має часткове вуличне освітлення.
На території села зареєстровані дві греко-католицькі церкви: новозбудована церква «Архистратига Михаїла», та стара, теж «Архистратига Михаїла», отець Володимир Ділета.

## Символіка

### Герб
Щит із правим червоним і лівим чорним боковиками перекинуто вістряподібно перетятий лазуровим і золотим. У першій частині три золоті колоски, покладені віялоподібно. У другій частині дві чорні гілки калини із зеленим листям і червоними ягодами, покладені в косий хрест.

### Прапор
У центрі квадратного блакитного полотнища три жовті колоси, покладені віялоподібно. Знизу жовта перекинута кроква, що тягнеться до нижнього краю і відсікає лівий червоний і правий чорний кути полотнища.

## Історична довідка
У письмових джерелах за даними, наведеними в кандидатській дисертації П. С. Сіреджука, знаходимо, що с. Цуцилів в Галицькому повіті згадується вже в 1390 р. Ту саму дату підтверджує професор Володимир Грабовецький в «Нарисах історії Прикарпаття».
Про першу згадку про село, датовану 1390 роком, знаходимо і в книзі Д. Г. Бучка «Походження назв населених пунктів Покуття». У цій книзі автор вказує, що на території Цуцилова було виявлено поховання доби карпатських курганів та періоду Київської Русі. Автор також наголошує, що назва с. Цуцилів належить до давньоруського періоду.
Підтверджують дату існування села у 1390 році і архівні документи, датовані 1454 та 1482 рр. У першому документі знаходимо, що Шляхетний Івашко з Цецілова продає свою частину сіл Цецілова та Пнів'я і Владичине поле, розташоване у Галицькому повіті про що зроблено цей запис. Діялося і видано в Галичі у понеділок після свята Святої Єлизавети 18 листопада 1454 р. За селом було затверджено волоське право.
Після розподілу Польщі в 1772 р. село, як і вся Галичина, опинилося в складі Австро-Угорської імперії. Серед документів того часу збереглася в архівах Йосифинська метрика с. Цуцилів від 1787 р., де описано межі та площа села. Управна земля на той час відповідно за призначенням та використанням була поділена на частини: городи, ниви, сіножаті, пасовища, землю покриту корчами, болотом та лісом. Всі ці частини землі мали свої відмінні назви, які відображені у Йосифинській метриці Цуцилова від 1787 р. Деякі назви частин села, такі як Ковцик, Горі, Долів, Дубина та присілок Ворона збереглися досі.
Зі слів старожилів, що переповідалися з покоління в покоління, на високому березі гирла річки Могилів при спаданні в річку Уняву, мешкав пан Цуциловський. Пан Цуциловський виділив земельну ділянку селянам під церкву, яка була перевезена до Цуцилова із села Стримба. В Шематизмі єпархії Станіславської на рік 1938 вказано, в Цуцилові дерев'яна церква виставлена в 1808 р. В 1856 р. на церковному подвір'ї було збудовано невелику церковно-приходську школу. Ініціатором побудови якої був Теодор Турчанський.
5 квітня 1848 року в селі відбулися заворушення селян, які відмовлялися йти на панщину, а 16 травня 1848 року був встановлений хрест, як пам'ятка скасування панщини.
Конституція, проголошена Австрійською монархією, сприяла галичанам в культурно-освітньому житті. В с. Цуцилів було засноване читальню «Просвіта» в 1904 р. З початком Першої світової війни вона припинила свою діяльність. Свою роботу «Просвіта» відновила 15 лютого 1925 р. (на той час налічувала 25 членів). В 1926 р. було збудовано Народний дім читальні «Просвіта», який пізніше став центром і для інших сільських організацій: товариства «Луг», Молодіжного товариства «Відродження», товариства «Сільський господар» а також Товариство Січ. В 1938 р. почала свою діяльність жіноча організація «Союз українок». В квітні 1949 року під час бойової операції внутрішніми військами КГБ Народний дім товариства «Просвіта» згорів.
Село знаходилось під владою Австро-Угорщини до 17 липня 1919 р. З 1919 р. — під польською окупацією до 17 вересня 1939 р. 1941–1944 — роки німецької окупації. У 1944 р. Західна Україна була вдруге окупована радянською армією і увійшла до складу Радянського Союзу аж до його розпаду у 1991 р.
В роки Другої світової війни на території села знаходився центр Ланчинецького району ОУН, тереновим провідником якого був житель с. Цуцилів, голова проводу ОУН Надвірнянського району (1942-1944) та Ланчинського району (1944-1946) Василь Маланюк. 1943 р. в селі почалася організація перших загонів Української народної самооборони, які пізніше стали основою УПА.
В боротьбі за свободу України загинуло 43 жителі Цуцилова — члени ОУН та вояки УПА. 17 мешканців села загинуло на фронтах Другої світової війни в рядах Червоної Армії. 12 родин в 1947 р. разом з дітьми було вивезено в Сибір. Владою було конфісковано 43 господарські будівлі і 8 житлових будинків, розібрано 2 млини. В 1948 р. в с. Цуцилів було організовано колгосп ім. Жданова, куди забрано в селян 60 коней і 58 голів великої рогатої худоби. Почалось насильне залучення селян у колгосп. У 1961 р. колгосп був приєднаний до колгоспу «Жовтень» с. Волосова.
В 1958 р. було закрито церкву св. Михаїла. Греко-католицька церква пішла в підпілля. 1962 р. — знищено символічну могилу, висипану на пам'ять про невинних замордованих в 1940-1941 рр. енкаведистами односельчан. 7 квітня 1964 р. вночі знищено всі придорожні хрести, фігури, каплиці.
В 1951 р. розпочалось будівництво асфальтної дороги яка проходила через с. Цуцилів. У 1964 р. село було електрифіковане, 1976 р. — збудована нова восьмирічна школа.
8 листопада 1989 р., після 31 років з моменту закриття, відправилася Служба Божа у цуцилівській церкві. 12 листопада 1989 р. відбулися установчі збори, на яких було створено осередок Народного Руху України. 10 жовтня 1990 р. в селі зареєстровано осередок товариства української мови «Просвіта» ім. Т. Г. Шевченка. Того ж року освячено новий пам'ятний хрест на честь скасування панщини та відновлено символічну могилу. 6 вересня 1992 р. на честь 50-річчя УПА в Цуцилові урочисто відкрито і освячено Меморіальний комплекс. Тут знаходиться 46 могил членів ОУН та вояків УПА, які склали свої голови в період Другої світової війни.
Святом для жителів села став день 9 січня 1994 р. Цього дня відкрито новозбудований Народний дім «Просвіта», в якому розміщено адмінкорпус сільської Ради, бібліотека, фельдшерсько-акушерський пункт та відділення зв'язку.
15 жовтня 2000 р. було освячено наріжний камінь фундаменту церкви в центрі села, а 2 червня 2001 р. розпочато мурування стін нового храму. Відкрито новий храм (належить до Тисменичанського деканату) 18 листопада 2007 р. Торжество освячення церкви Святого Архистратига Михаїла розділили понад двадцять священиків. Парох о. Володимир Ділета урочисто запросив Преосвященного Владику Миколая до новозбудованого храму для освячення і відправлення у ньому першої Святої Літургії. У звертальному слові до місцевої громади Архієрей склав щиру подяку кожному, хто в силу свого таланту і можливостей прилучився до збудуваня святині.

## Пам'ятки історії і архітектури
Церква Св. Архистратига Михаїла (дерев'яна); 1807 р.; Ох. № 863/1.
Дзвіниця церкви Св. Архистратига Михаїла (дерев'яна); 1819 р.; Ох. № 863/2.

## Поважні постаті
- Дутчак Віталій Ярославович (1972—2023) — капітан Збройних сил України, учасник російсько-української війни.
- Софрон Недільський (* 10 січня 1857 — † 8 серпня 1917) — перший директор Коломийської української гімназії.
- Дмитро Ломей (1982—2015, позивний «Лом») — учасник Революції Гідності та антитерористичної операції, боєць Добровольчого українського корпусу «Правий Сектор», загинув в ніч з 22 на 23 лютого 2015 року в селищі Піски поблизу Донецького аеропорту[3].

## Населення
Станом на 30.09.1921 село налічувало 195 житлових будинків в яких мешкало 942 чол.(458 — чоловічої статі, 484 — жіночої). Національний склад — 616 українців, 298 поляків, 28 жидів, з яких — 749 греко-католиків, 126 римо-католиків, 67 юдеїв.
Населення станом на 2010 — 959 чол.; кількість господарств — 405; чисельність пенсіонерів — 242; інвалідів — 6 в тому числі: І група — 2, ІІ група — 1; ІІІ група — 0; діти-інваліди — 3; багатодітних сімей — 4; малозабезпечених сімей — 6; дітей-сиріт — 0; дітей позбавлених батьківського піклування — 0. Демографічна ситуація: народилося — 18; померло — 15; прибуло — 10; вибуло — 7.

### Мова
Розподіл населення за рідною мовою за даними перепису 2001 року:
| Мова            | Кількість | Відсоток |
| --------------- | --------- | -------- |
| українська      | 998       | 99.6%    |
| російська       | 2         | 0.2%     |
| угорська        | 1         | 0.1%     |
| інші/не вказали | 1         | 0.1%     |
| Усього          | 1002      | 100%     |

## Сільське господарство
Фермерські господарства:
- Ф\г «Іванчук» Іванчук М. Ф. Вирощування с\г продукції
- Ф\г «ЗЕМЛЯ» Миркевич М. С. Вирощування с\г продукції
- Ф\г «ЛУГ» Дутчак А. Г. Вирощування с\г продукції
- Ф\г «ПЛЕЯДА» Чумбей В. В. Вирощування с\г продукції

## Цвинтар УПА
На цвинтарі 47 могил — символічних і тих, в яких поховані партизани: Микола Миколайович Андрейчук — Ясінь (†1944), Микола Бойчук (†1945), Михайло Іванович Беньківський — Невідомий (†1946), Василь Миколайович Бойчук — Пімста (†1948), Григорій Михайлович Бойчук — Явір (†1944), Іван Михайлович Бойчук — Журба (†1945), Михайло Миколайович Бойчук — Партизан (†1947), Іван Михайлович Борщак — Ключ (†1945), Андрій Миколайович Василитчук — Вітер (†1944), Іван Михайлович Гевкалюк — Звір (†1944), Ганна Дмитрівна Гекавець — Бистра (†1944), Дмитро Семенович Гекавець — Господар (†1945), Микола Михайлович Горбейчук — Жупан (†1945), Михайло Васильович Горбейчук — Понурий (†1947), Василь Михайлович Гошовський — Малий (†1944), Федір Михайлович Гричанюк — Білий (†1945), Михайло Васильович Гурмак — Камінь (†1943), Михайло Дмитрович Дутчак — Ворон (†1944), Дмитро Онуфрійович Іванчук — Крук (†1945), Євдокія Федорівна Іванчук — Верба (†1946), Іван Миколайович Іванчук — Воробій (†1944), Михайло Васильович Клюфінський (†1944), Михайло Петрович Кметюк — Сірко (†1945), Дмитро Кравців — Ястріб (†1945), Василь Михайлович Лукий — Журавель (†1947), Василь Степанович Маланюк — Дух (*1913), Микола Степанович Маланюк — Скала (†1948), Василь Мельник — Дідо (†1945), Степан Іванович Мельник — Високий (†1947), Григорій Федорович Микитюк — Гузар (†1944), Роман Осипович Панчук — Явір (†1946), Корнило Аверкійович Петровський — Трубач (†1945), Ярослав Аверкійович Петровський — Трембіта (†1946), Василь Андрійович Попович — Мовчан (†1944), Іван Попович — Страх (†1944), Микола Олексійович Попович — Хлопець (†1945), Василь Кирилович Пташник — Спокійний (†1946), Василь Степанович Савчук — Сильний (†1944), Михайло Миколайович Савчук — Голуб (†1943), Василь Миколайович Ткачук — Високий (†1945), Михайло Михайлович Хортюк — Веселий (†1942), Василь Іванович Чумбей — Веселий (†1945), Василь Прокопович Щербан — Клим (†1946), Василь Андрійович Яворський (†1945), троє невідомих.

Загальний вигляд цвинтаря
Центральний постамент
Дошка вмонтована в бічну грань хреста
Табличка на могилі теренового провідника ОУН Василя Маланюка